# The Works (musikalbum)
The Works är det elfte studioalbumet av den brittiska rockgruppen Queen, utgivet 27 februari 1984 i Storbritannien och 28 februari 1984 i USA. Albumet producerades av Queen och Mack och spelades in i Record Plant i Los Angeles, USA och i Musicland Studios i München, Tyskland.
Efter det disco- och funkinfluerade albumet Hot Space bestämde sig Queen för att ge upp den typen av musik och fokusera på vad de kunde bäst. Det lönade sig också, albumet tog sig upp på första plats på Storbritanniens albumlista medan det i USA nådde plats 22 på Billboard 200. Albumet innehåller bland annat hitsinglarna Radio Ga Ga och I Want to Break Free. Även låtarna It's a Hard Life och Hammer to Fall släpptes som singlar.

## Historia

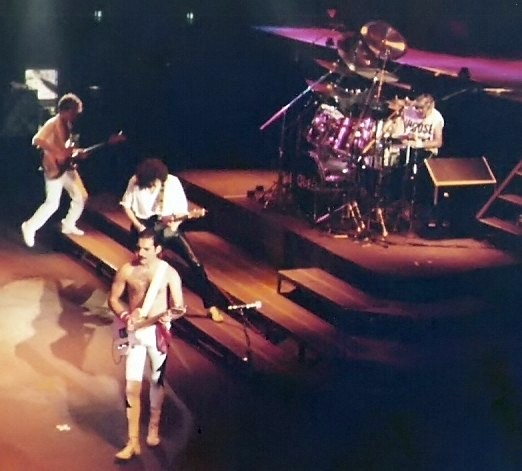
Queen live i Frankfurt, Tyskland under The Works-turnén.

Efter att ha givit ut Hot Space och turnerat under 1982 tog gruppen en paus under största delen av 1983. Brian May arbetade med Star Fleet Project, Freddie Mercury och Roger Taylor arbetade med material till sina första respektive andra soloalbum. Under sommaren 1983 blev gruppen tillfrågad av regissören Tony Richardson, som arbetade med att göra en film av John Irvings roman The Hotel New Hampshire, att göra ett soundtrack till filmen. Gruppen gick med på detta och började samtidigt arbetet med The Works.
I augusti 1983 gick gruppen in i studion för att påbörja inspelningarna. Man använde sig av en studio i Los Angeles, Record Plant. Detta var första och sista gången Queen spelade in i USA. Richardson och Queen kom senare överens om att avsluta samarbetet. Endast en låt till filmen spelades in: Mercurys Keep Passing the Open Windows, som till slut istället hamnade på albumet. Efter att ha spelat in drygt halva albumet i Los Angeles, flyttade gruppen inspelningarna till Musicland Studios i München, Tyskland.
Tio låtar spelades in och gavs ut under sessionen, nio hamnade på albumet medan Brian Mays låt I Go Crazy gavs ut som b-sida till Radio Ga Ga. Flera låtar som gavs ut på Mercurys och Taylors soloalbum Mr. Bad Guy och Strange Frontier skrevs dock till detta album. Mercurys There Must Be More to Life Than This skulle egentligen avsluta albumet, men efter att Mercury sett en dokumentär på TV om fattigdomen i Afrika skrev man Is This the World We Created?, som istället fick avsluta albumet.

## Turné
Europaturnén startade i Bryssel, Belgien 24 augusti 1984 och avslutades in Wien, Österrike, 22 konserter senare. I oktober samma år gav gruppen nio konserter i Sun City, Sydafrika. I början av 1985 spelade gruppen två konserter på Rock in Rio i Rio de Janeiro, Brasilien, varav den andra inför drygt 250 000 människor. I april turnerade gruppen i Australien innan de avslutade turnén med fem konserter i Japan.

## Låtlista
| 1. | Radio Ga Ga      | Taylor  | 5:49 |
| 2. | Tear It Up       | May     | 3:28 |
| 3. | It's a Hard Life | Mercury | 4:08 |
| 4. | Man on the Prowl | Mercury | 3:28 |

| 1. | Machines (Or Back to Humans)     | May/Taylor  | 5:10 |
| 2. | I Want to Break Free             | Deacon      | 3:20 |
| 3. | Keep Passing the Open Windows    | Mercury     | 5:21 |
| 4. | Hammer to Fall                   | May         | 4:28 |
| 5. | Is This the World We Created...? | Mercury/May | 2:13 |

## Medverkande
- John Deacon – bas, akustisk gitarr, synthesizer
- Brian May – gitarr, sång, synthesizer
- Freddie Mercury – sång, piano, synthesizer
- Roger Taylor – trummor, slagverk, sång, synthesizer, vocoder

### Övriga medverkande
- Fred Mandel – piano, synthesizer

## Listplaceringar
| Titel                | Listpositioner | Listpositioner | Listpositioner | Listpositioner | Listpositioner | Listpositioner | Listpositioner | Listpositioner | Listpositioner |
| Titel                | AUT            | CHE            | FRA            | GBR            | IRL            | NLD            | NOR            | SWE            | USA            |
| -------------------- | -------------- | -------------- | -------------- | -------------- | -------------- | -------------- | -------------- | -------------- | -------------- |
| The Works            | 2              | 3              | -              | 2              | -              | -              | 2              | 3              | 23             |
| Radio Ga Ga          | 2              | 3              | -              | 2              | 1              | 2              | 2              | 1              | 16             |
| I Want to Break Free | 1              | 2              | 9              | 3              | 2              | 1              | -              | -              | 45             |
| It's a Hard Life     | -              | -              | -              | 6              | 2              | 20             | -              | -              | 72             |
| Hammer to Fall       | -              | -              | -              | 13             | 10             | -              | -              | -              | -              |